# Nestbeschmutzer
Als Nestbeschmutzer werden abwertend Menschen bezeichnet, die das soziale, wirtschaftliche oder politische System (Familie, Berufsumfeld, Dorf, Stadt, Unternehmen, Staat etc.), in dem sie selbst leben oder tätig sind, kritisieren oder Missstände aufzeigen. Gegenstück mit positiver Besetzung ist Whistleblower. Die Bezeichnung eines Menschen als Nestbeschmutzer ist spätestens um das Jahr 1900 aufgekommen.
Älter, aber in gleicher Bedeutung gebraucht, ist die Redensart „das eigene Nest beschmutzen“. Sie bedeutet „abwertend über die eigene Familie oder die Gemeinschaft, in der man lebt, sprechen“; sie lässt sich ab dem Spätmittelalter nachweisen.

## Herkunft
Ab dem Spätmittelalter ist die Redensart „das eigene Nest beschmutzen“ oder „ins eigene Nest scheißen“ sicher zu belegen. Diese Verwendung geht auf die in der Zoologie des Mittelalters dem Wiedehopf fälschlich zugeschriebene Eigenschaft, sein eigenes Nest zu beschmutzen, zurück.
Der Dichter Muskatblüt (um 1390–1438) schrieb in einem Lied: „Duostu selbe in din eigen nest / Du glichest wol dem wedehoppen, / Wa du dan sitzest oder stest, / Darin so muostu knoppen.“ (Übertragen etwa: Machst Du selber in dein eigenes Nest / dann gleichst Du dem Wiedehopf / Wo Du sitzt oder stehst / Mußt Du hineinkoten.) Im Ehzuchtbüchlein des Schriftstellers Johann Fischart (1546 oder 1547–1591) heißt es: „Dan was ist dieses für ein Viehische Widhopfenart, sein eygen Nest beschmeyssen?“ (Übertragen etwa: Denn was ist das für ein viehisches Wiedehopf-Benehmen, sein eigenes Nest zu bescheißen?).
Ab der Mitte des 16. Jahrhunderts findet sich die Redensart in Sprichwörtersammlungen: In seinem Buch Sprichwörter, Schöne, Weise, Herrliche Clugreden, unnd Hoff sprüch … aus dem Jahr 1541 bietet sie der Schriftsteller Sebastian Franck (1499–1542 oder 1543) in der Form: „in sein eygen nest hofieren wie ein widhopff / Sein eygen schand nit moegen verschweigen.“(Übertragen etwa: Sein eigenes Nest hofieren wie ein Wiedehopf / Seine eigene Schande nicht verschweigen können.) Johannes Agricola (1494–1566) schreibt in seinem Buch Außlegung gemeyner deutscher Sprichwörter im Kapitel 665: „Wer in sein eygen nest scheißt, der ligt vnsannft, und ist nit ehren werdt ... Man sagt, daß vnder allen fögeln keyner in sein nest thuo denn der Widhopff, darumb er auch eyn verachter vogel ist, wiewol er eyn kron vnd kamp tregt, vnd hatt hübsche federn, denn er ist nit ehren werdt.“(Übertragen etwa: Wer in sein eigenes Nest scheißt, der liegt unbequem und ist nicht ehrenwert … Man sagt, dass von den Vögeln nur der Wiedehopf es in seinem eigenen Nest verrichtet, weshalb er ein verachteter Vogel ist, obwohl er eine Krone und einen Kamm trägt [damit dürfte das Kopfgefieder des Wiedehopfes gemeint sein] und ein schönes Federkleid hat, denn er ist nicht ehrenwert.)
In Thomas Murners (1475–1537) Buch Schelmenzunft aus dem Jahr 1512 ist die Redensart auch mit einem Holzschnitt illustriert. Unter der Überschrift Der unnütz vogel heißt es unter anderem: „Der Vogel hatt eyn bose art / Der seym eigen nest nit spart / Sunder selber scheisset dreyn / Den gschmack doch selber nymmet eyn / … / Der Vogel kan nit sein der best, / Der scheisset in sein eigen nest.“ (Übertragen etwa: Der Vogel hat eine schlechte Angewohnheit / Der sein eigenes Nest nicht verschont / sondern selber hineinscheißt / (und) den Geruch annimmt / … / Dieser Vogel kann nicht der beste sein / der in sein eigenes Nest scheißt.)

## Moderne Verwendung
Der Begriff lässt sich bereits 1917 nachweisen. Richard Grelling schrieb in seinem Buch zur Kriegsschuldfrage Das Verbrechen über den englisch-deutschen Schriftsteller Houston Stewart Chamberlain: „Den deutschen Volksfreund beschimpft man, den englischen Nestbeschmutzer aber, der ein ... Volk ... denunziert, ihn überhäuft man in Deutschland mit Auszeichnungen und Ehrenbezeugungen ...“
In Österreich wurden Literaten wie Thomas Bernhard oder Nobelpreisträgerin Elfriede Jelinek von bestimmten Gesellschaftsschichten und Medien wie der Kronen Zeitung mit diesem Terminus bedacht. Auch im politischen Diskurs fiel und fällt dieser Begriff immer wieder. So wurden im Nachkriegsdeutschland in vielen Debatten im Deutschen Bundestag Personen als Nestbeschmutzer bezeichnet, die Kritik an der Nazivergangenheit einzelner Würdenträger übten.

## Zitate
- Der Schweizer Schriftsteller Max Frisch bemerkte anlässlich einer Laudatio für Peter Bichsel: „Die das Nest schmutzig machen, zeigen empört auf einen, der ihren Schmutz bemerkt und nennen ihn den Nestbeschmutzer.“[17]
- Heinrich Böll nannte Erich Kuby anerkennend einen „Nestbeschmutzer von Rang“.[18]
- Im übrigen gilt ja hier derjenige, der auf den Schmutz hinweist, für viel gefährlicher als der, der den Schmutz macht. Kurt Tucholsky in einem Brief an Herbert Ihering vom 10. August 1922.